# Conus canonicus
Conus canonicus é uma espécie de gastrópode do gênero Conus, pertencente a família Conidae.

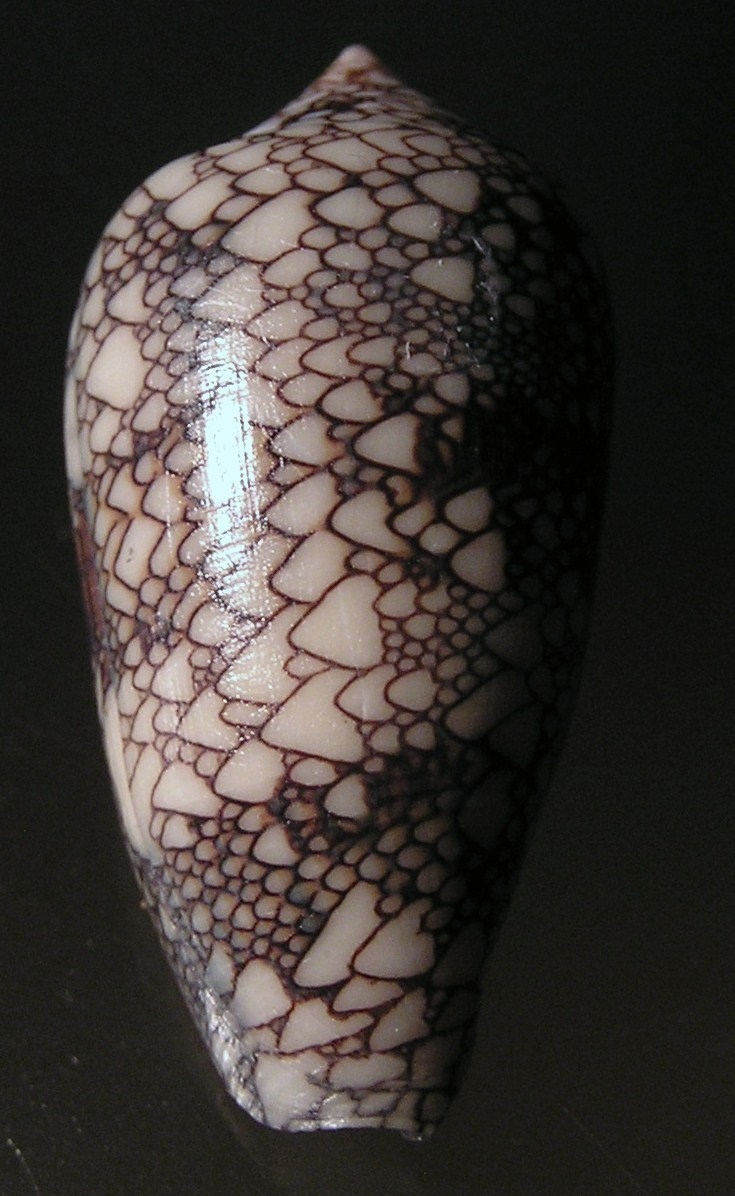
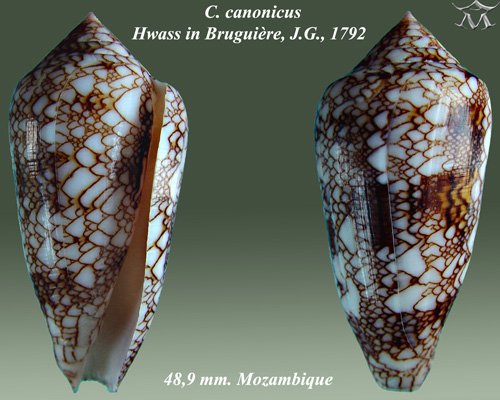
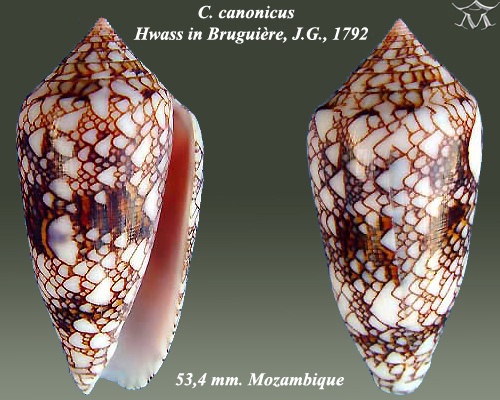